# Salomvár
Salomvár község Zala vármegyében, a Zalaegerszegi járásban. A településen polgárőrség működik.

## Fekvése
Az ország nyugati régiójában fekszik, Zala vármegye északnyugati részén, Zalaegerszegtől 15 kilométerre, a Zala partján.
Belterülete csak közúton érhető el, legegyszerűbben a 7411-es útból Zalacsébnél kiágazó 74 141-es számú mellékúton; emellett azonban nyugati és délkeleti szomszédai, Keménfa, illetve Németfalu felől is vezet egy-egy számozatlan önkormányzati út a községbe.
Vonattal is elérhető a Bajánsenye–Zalaegerszeg–Ukk–Boba-vasútvonalon, melynek legközelebbi megállási pontja, Zalacséb-Salomvár vasútállomás pár száz méterre van az északi határszélétől és alig több, mint egy kilométerre a központjától.

## Története
Salomvár története az Árpád-házi királyok uralkodásának idejére vezethető vissza.
1213-ban miután Gertrudis (Gertrúd) királynét meggyilkolták, a királyi gyermekeket, köztük Béla herceget (a későbbi IV. Béla királyt) a Vasvári ispán Miska és fia Salamon rejtették el. II. András halicsi hadjáratáról visszatérve köszönetképpen megajándékozta őket. Miskának az Edelics nevű birtokot (mai Pusztaederics), Salamonnak pedig a Harkály nevezetű földeket adta. 1352-ben jelenik meg először a Salamonvár név. Valószínűleg Salamon unokája Vörös Salamon építtetett egy várkastélyt a Zala folyó mellett, amelyről Salamonvárát elnevezték. A XVI. században olvasható már feljegyzésekben a ma is használt Salomvár elnevezés, a Salamonvár név helyett.

## Közélete

### Polgármesterei
- 1990–1994: Vásár István (független)[4]
- 1994–1998: Vásár István (független)[5]
- 1998–2002: Vásár István (független)[6]
- 2002–2005: Vásár István (független)[7]
- 2006–2006: Mónok István (független)[8]
- 2006–2010: Csáki István (független)[9]
- 2010–2011: Mónok István (független)[10]
- 2011–2014: Árvay Sándor (független)[11]
- 2014–2019: Árvay Sándor (független)[12]
- 2019–2024: Kungli József (független)[13]
- 2024– : Kungli József (független)[1]

A településen 2006. március 26-án időközi polgármester-választást tartottak, az előző polgármester lemondása miatt.
2011. december 11-én azért kellett Salomváron időközi polgármester-választást (és képviselő-testületi választást) tartani, mert a képviselő-testület néhány hónappal korábban feloszlatta magát. A választás három jelöltje között szerepelt az addigi polgármester is, de ő csak a második helyet tudta megszerezni 27,4 %-os eredményével, a győztes jelölt 47,6 %-ával szemben.

## Nevezetességei
Római katolikus műemlék templom 1230 körül a Salamon család már egy román kori szentélyt építtetett a központban, amit 1270-ben megnagyobbítottak és csúcsíves stílusban átépítettek. A templom falán egy napóra látható, amit a fennmaradt írások már 1605-ben említenek.

## Népesség
A település népességének változása:
| Lakosok száma | 615  | 618  | 615  | 604  | 578  | 562  | 559  |
|               | 2013 | 2014 | 2015 | 2021 | 2022 | 2023 | 2024 |

A 2011-es népszámlálás idején a nemzetiségi megoszlás a következő volt: magyar 97,2%, cigány 1,83%, német 0,5%. A lakosok 77,3%-a római katolikusnak, 3,22% reformátusnak, 0,8% evangélikusnak, 3,54% felekezeten kívülinek vallotta magát (13,5% nem nyilatkozott).
2022-ben a lakosság 90,7%-a vallotta magát magyarnak, 1,2% németnek, 0,9% ukránnak, 0,7% lengyelnek, 0,3% cigánynak, 0,3% románnak, 2,1% egyéb, nem hazai nemzetiségűnek (6,9% nem nyilatkozott; a kettős identitások miatt a végösszeg nagyobb lehet 100%-nál). Vallásuk szerint 60,6% volt római katolikus, 3,8% református, 1,4% evangélikus, 0,3% görög katolikus, 0,9% egyéb keresztény, 2,2% egyéb katolikus, 4,3% felekezeten kívüli (26,5% nem válaszolt).

## Külső hivatkozások
- Salomvár az utazom.com honlapján